# نيكارديبين
نيكارديبين(Nicardipine)، الذي يباع تحت الإسم التجاري كاردين( Cardene)من بين أسماء أخرى، هو دواء يستخدم لعلاج ارتفاع ضغط الدم و آلام الصدر المرتبطة بالقلب.  كما أنها تستخدم لظاهرة رينود.  و يؤخذ عن طريق الفم أو الحقن في الوريد. 
تشمل آثاره الجانبية الشائعة على؛ التورم و الصداع و الخفقان وانخفاض ضغط الدم.  لا ينبغي استخدامه لدى المرضى الذين يعانون من تضيق الأبهر الشديد.  و يمكن استخدامه في فترة الحمل.  و هو مانع قنوات الكالسيوم من فئة ديهيدروبيريدين .  يعمل عن طريق توسيع الشرايين الطرفية . 
سجلت براءة اختراعه في عام 1973 و تمت الموافقة عليه لأول مرة للاستخدام الطبي في عام 1981.  و تمت الموافقة عليه في الولايات المتحدة عام 1988.  وهو متاح كدواء مكافىء..  في المملكة المتحدة، يكلف العلاج لمدة 4 أسابيع هيئة الخدمات الصحية الوطنية حوالي 10 جنيهات إسترلينية اعتبارًا من عام 2021.  أما في الولايات المتحدة فيكلف هذا القدر حوالي 130 دولارًا أمريكيًا. 